# Cory Hindorff
Cory Hindorff, född 20 september 1990 i Philadelphia, är en amerikansk sångare, fotomodell, skådespelare och talesperson i HBTQ. Han blev känd år 2013 då han var med i den tjugonde säsongen av America's Next Top Model där han kom på en tredjeplats. Han har brunt hår och blåa ögon och är 188 cm lång. Han var en av de första öppna gay deltagarna på America's Next Top Model